# Malroy
Malroy – miejscowość i gmina we Francji, w regionie Grand Est, w departamencie Mozela.
Według danych na rok 1990 gminę zamieszkiwały 304 osoby, a gęstość zaludnienia wynosiła 86 osób/km² (wśród 2335 gmin Lotaryngii Malroy plasowała się na 746. miejscu pod względem liczby ludności, natomiast pod względem powierzchni na miejscu 1134.).